# 트래블러 (텔레비전 프로그램)
《트래블러》(Traveler)은 대한민국의 JTBC에서 방송하는 예능 프로그램이다.사용언어 ㅡ한국어

## 개요
배낭여행을 떠나 현지에서 다양한 체험을 하고 감정을 카메라에 진솔하게 담아낸 여행과 다큐멘터리를 결합하는 프로그램이다.

## 방송 시간
| 방송 채널 | 방송 기간                         | 방송 시작 시간            | 비고          |
| --------- | --------------------------------- | ------------------------- | ------------- |
| JTBC      | 2019년 2월 21일 ~ 2019년 4월 25일 | 매주 목요일 밤 11시       | 쿠바 편       |
| JTBC      | 2020년 2월 15일 ~ 2020년 4월 18일 | 매주 토요일 저녁 7시 40분 | 아르헨티나 편 |

## 출연진

### 시즌 1
- 류준열
- 이제훈

### 시즌 2
- 안재홍
- 강하늘
- 옹성우

## 에피소드 목록

### 시즌1 (쿠바편)
실제 여행 기간은 2018년 12월 26일부터 2019년 1월 10일까지 총 2주으로 촬영하였다.
| 회차 | 방송 일시       | 일정      | 촬영 일시                         | 여행지      | 비고                             |
| ---- | --------------- | --------- | --------------------------------- | ----------- | -------------------------------- |
| 1회  | 2019년 2월 21일 | 1~3일차   | 2018년 12월 26일 ~ 12월 28일      | 아바나      |                                  |
| 2회  | 2019년 2월 28일 | 4~5일차   | 2018년 12월 29일 ~ 12월 30일      | 비날레스    |                                  |
| 3회  | 2019년 3월 7일  | 6~7일차   | 2018년 12월 31일 ~ 2019년 1월 1일 | 비날레스    |                                  |
| 3회  | 2019년 3월 7일  | 6~7일차   | 2018년 12월 31일 ~ 2019년 1월 1일 | 아바나      |                                  |
| 4회  | 2019년 3월 14일 | 8일차     | 2019년 1월 2일                    | 이제훈 합류 |                                  |
| 5회  | 2019년 3월 21일 | 9일차     | 2019년 1월 3일                    |             |                                  |
| 5회  | 2019년 3월 21일 | 9일차     | 2019년 1월 3일                    | 플라야 히론 |                                  |
| 6회  | 2019년 3월 28일 | 10일차    | 2019년 1월 4일                    |             |                                  |
| 7회  | 2019년 4월 4일  | 11~12일차 | 2019년 1월 5일 ~ 1월 6일          | 트리니다드  |                                  |
| 8회  | 2019년 4월 11일 | 12~13일차 | 2019년 1월 6일 ~ 1월 7일          | 트리니다드  |                                  |
| 9회  | 2019년 4월 18일 | 14일차    | 2019년 1월 8일                    | 트리니다드  |                                  |
| 9회  | 2019년 4월 18일 | 14일차    | 2019년 1월 8일                    | 바라데로    |                                  |
| 10회 | 2019년 4월 25일 | 15~16일차 | 2019년 1월 9일 ~ 1월 10일         |             |                                  |
| 10회 | 2019년 4월 25일 | 15~16일차 | 2019년 1월 9일 ~ 1월 10일         | 아바나      | 마지막회 / 미공개(못다한 이야기) |

### 시즌2 (아르헨티나편)
실제 여행 기간은 2019년 11월 30일부터 2019년 12월 11일까지 총 2주으로 촬영하였다.

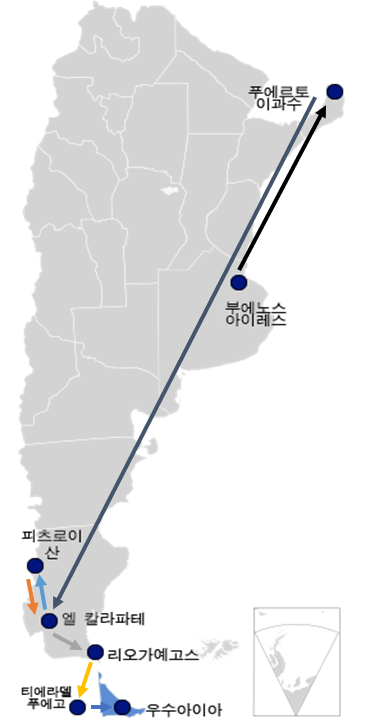
아르헨티나 여행 지도

| 회차 | 방송 일시       | 일정   | 촬영 일시        | 여행지                                             | 비고 |
| ---- | --------------- | ------ | ---------------- | -------------------------------------------------- | ---- |
| 1회  | 2020년 2월 15일 | 1일차  | 2019년 11월 30일 | 부에노스 아이레스                                  |      |
| 2회  | 2020년 2월 22일 | 2일차  | 2019년 12월 1일  | 부에노스 아이레스                                  |      |
| 3회  | 2020년 2월 29일 | 3일차  | 2019년 12월 2일  | 부에노스 아이레스                                  |      |
| 3회  | 2020년 2월 29일 | 4일차  | 2019년 12월 3일  | 푸에르토 이과수                                    |      |
| 3회  | 2020년 2월 29일 | 5일차  | 2019년 12월 4일  | 푸에르토 이과수                                    |      |
| 4회  | 2020년 3월 7일  | 5일차  | 2019년 12월 4일  | 푸에르토 이과수                                    |      |
| 4회  | 2020년 3월 7일  | 6일차  | 2019년 12월 5일  | 푸에르토 이과수                                    |      |
| 4회  | 2020년 3월 7일  | 6일차  | 2019년 12월 5일  | 엘 칼라파테                                        |      |
| 5회  | 2020년 3월 14일 | 6일차  | 2019년 12월 5일  |                                                    |      |
| 5회  | 2020년 3월 14일 | 6일차  | 2019년 12월 5일  |                                                    |      |
| 6회  | 2020년 3월 21일 | 7일차  | 2019년 12월 6일  |                                                    |      |
| 7회  | 2020년 3월 28일 | 8일차  | 2019년 12월 7일  | 피츠로이산                                         |      |
| 7회  | 2020년 3월 28일 | 9일차  | 2019년 12월 8일  | 피츠로이산                                         |      |
| 8회  | 2020년 4월 4일  | 9일차  | 2019년 12월 8일  | 피츠로이산                                         |      |
| 9회  | 2020년 4월 11일 | 10일차 | 2019년 12월 9일  | 피츠로이산                                         |      |
| 9회  | 2020년 4월 11일 | 10일차 | 2019년 12월 9일  | 엘칼라파테                                         |      |
| 9회  | 2020년 4월 11일 | 11일차 | 2019년 12월 10일 |                                                    |      |
| 9회  | 2020년 4월 11일 | 11일차 | 2019년 12월 10일 | 리오가예고스, 마젤란 해협 티에라델푸에고 현 (칠레) |      |
| 9회  | 2020년 4월 11일 | 11일차 | 2019년 12월 10일 | 우수아이아                                         |      |
| 10회 | 2020년 4월 18일 | 12일차 | 2019년 12월 11일 | 강하늘 바쁜 관계로 하차.                           |      |

## OST
다음은 오리지널 사운드트랙(OST) 싱글 앨범에 포함된 곡들이며, 정렬기준은 출시 순입니다.

### 시즌 2 (아르헨티나) 첫번째 파트
| #  | 제목                                                     | 작사 | 작곡         | 재생 시간 |
| -- | -------------------------------------------------------- | ---- | ------------ | --------- |
| 1. | 〈떠나지 못할 이유는 없었다는 걸〉 (하림)                | 하림 | 하림, 최원석 | 4:06      |
| 2. | 〈떠나지 못할 이유는 없었다는 걸 (Guitar Ver.)〉 (하림)  | 하림 | 하림, 최원석 | 4:46      |
| 3. | 〈떠나지 못할 이유는 없었다는 걸 (Inst.)〉               | 하림 | 하림, 최원석 | 4:06      |
| 4. | 〈떠나지 못할 이유는 없었다는 걸 (Guitar Ver.) (Inst.)〉 | 하림 | 하림, 최원석 | 4:46      |

### 시즌 2 (아르헨티나) 두번째 파트
| #  | 제목                                      | 작사                 | 작곡           | 재생 시간 |
| -- | ----------------------------------------- | -------------------- | -------------- | --------- |
| 1. | 〈가끔은 그래도 괜찮아〉 (코난(로코베리)) | 코난(로코베리), 로코 | 코난(로코베리) | 3:14      |
| 2. | 〈가끔은 그래도 괜찮아 (Inst.)〉          | 코난(로코베리), 로코 | 코난(로코베리) | 3:14      |

### 시즌 2 (아르헨티나) 세번째 파트
| #  | 제목                       | 작사   | 작곡                                       | 재생 시간 |
| -- | -------------------------- | ------ | ------------------------------------------ | --------- |
| 1. | 〈Before Sunrise〉 (키겐)  | 김초연 | 키겐, 션 마이클 알렉산더, 드루 라이런 스콧 | 3:40      |
| 2. | 〈Before Sunrise (Inst.)〉 | 김초연 | 키겐, 션 마이클 알렉산더, 드루 라이런 스콧 | 3:40      |

### 시즌 2 (아르헨티나) 네번째 파트
| #  | 제목                    | 작사           | 작곡                 | 재생 시간 |
| -- | ----------------------- | -------------- | -------------------- | --------- |
| 1. | 〈꽃은 따라서〉 (로시)  | 코난(로코베리) | 코난(로코베리), 로시 | 3:54      |
| 2. | 〈꽃은 따라서 (Inst.)〉 | 코난(로코베리) | 코난(로코베리), 로시 | 3:54      |

### 시즌 2 (아르헨티나) 다섯번째 파트
| #  | 제목             | 작사 | 작곡 | 재생 시간 |
| -- | ---------------- | ---- | ---- | --------- |
| 1. | 〈바람〉 (적재)  | 적재 | 적재 | 3:54      |
| 2. | 〈바람 (Inst.)〉 | 적재 | 적재 | 3:54      |

## 시청률
최저 시청률과 최고 시청률은 시청률 조사회사와 지역별로 시청률에 차이가 있을 수 있습니다.

### 시즌1
| 2019년 | 2019년   | 2019년          | 2019년 |
| 회차   | 방송일   | AGB 닐슨 시청률 |        |
| 회차   | 방송일   | AGB 닐슨(전국)  |        |
| ------ | -------- | --------------- | ------ |
| 1회    | 2월 21일 | 3.137%          |        |
| 2회    | 2월 28일 | 3.336%          |        |
| 3회    | 3월 7일  | 2.339%          |        |
| 4회    | 3월 14일 | 2.428%          |        |
| 5회    | 3월 21일 | 2.449%          |        |
| 6회    | 3월 28일 | 2.555%          |        |
| 7회    | 4월 4일  | 2.721%          |        |
| 8회    | 4월 11일 | 2.563%          |        |
| 9회    | 4월 18일 | 2.223%          |        |
| 10회   | 4월 25일 | 1.279%          |        |

### 시즌2
| 2020년 | 2020년   | 2020년          | 2020년 |
| 회차   | 방송일   | AGB 닐슨 시청률 |        |
| 회차   | 방송일   | AGB 닐슨(전국)  |        |
| ------ | -------- | --------------- | ------ |
| 1회    | 2월 15일 | 2.268%          |        |
| 2회    | 2월 22일 | 2.137%          |        |
| 3회    | 2월 29일 | 1.873%          |        |
| 4회    | 3월 7일  | 2.462%          |        |
| 5회    | 3월 14일 | 1.562%          |        |
| 6회    | 3월 21일 | 2.416%          |        |
| 7회    | 3월 28일 | 1.826%          |        |
| 8회    | 4월 4일  | 2.322%          |        |
| 9회    | 4월 11일 | 1.725%          |        |
| 10회   | 4월 18일 | 1.858%          |        |

## 제작진
- 기획 : 조승욱
- 연출 : 최창수, 홍상훈, 정종욱, 김은지, 이수아
- 작가 : 김멋지, 위선임

## 참고 사항
- 시즌 2에는 코로나바이러스감염증-19 심각 단계 이전에 안전하게 촬영하였다.